# Verstrooiing van Rutherford

Figuur 1. Apparaat van Geiger en Marsden.

Figuur 2: (1) uranium stralingsbron, (2) loden mantel, (3) stralingsbundel, (4) film, (5) goudfolie, (6) getroffen gouddeeltjes, (7) doorgaande bundel en verstrooide deeltjes.

De rutherfordverstrooiing of verstrooiing van Rutherford en de verklaring voor het Geiger-Marsden-experiment, beschrijft de elastische verstrooiing van elektrisch geladen deeltjes door atoomkernen en is vernoemd naar Ernest Rutherford. In 1911 gaf Rutherford een verklaring voor de resultaten van het verstrooiingsexperiment van Hans Geiger en Ernest Marsden uit 1909. Deze theoretische verklaring van Rutherford leidde tot de ontwikkeling van het atoommodel van Bohr in 1913.

## Geiger-Marsden-experiment
Het verstrooiingsexperiment van Geiger en Marsden werd uitgevoerd met het in figuur 1 afgebeelde apparaat.
Tijdens het experiment (zie figuur 2) werd een goudfolie, (5), bestraald met een nauwe bundel alfastraling, (3), uit een radiumbron, (1):
- de goudatomen in de folie, (6), verstrooien de alfadeeltjes in de bundel,
- de verstrooide alfadeeltjes, (7), werden met een fotografische film, (4), zichtbaar gemaakt.

Het experiment leverde een paar opmerkelijke resultaten op:
- de meeste alfadeeltjes werden niet verstrooid door de goudatomen,
- een klein deel van de alfadeeltjes werd sterk verstrooid door een positieve lading in de goudatomen.

De alfadeeltjes leken sterk verstrooid te worden door kleine, zware objecten in de goudfolie. Deze objecten hadden een kleine werkzame doorsnede en een differentiële werkzame doorsnede die als:
{\displaystyle {\frac {d\sigma }{d\Omega }}\propto \left({\frac {1}{E\sin ^{2}(\theta /2)}}\right)^{2}}
toeneemt met de verstrooiingshoek θ, waarbij E de energie van het verstrooide α-deeltje is.

## Atoommodel
Uit de resultaten van het experiment kon afgeleid worden dat de positieve lading binnen het goudatoom niet homogeen verdeeld is binnen het atoom, zoals tot die tijd werd aangenomen volgens het atoommodel van Thomson. Indien de positieve ladingen als een wolk binnen een atoom verdeeld zouden zijn, zouden de alfadeeltjes niet zo sterk verstrooid worden door de sterke coulombkrachten. Als de positieve, elektrische lading in het centrum van het atoom geconcentreerd is, dan worden enkele alfadeeltjes door de sterke coulombkrachten sterk verstrooid, terwijl de meeste alfadeeltjes, doordat ze door lege ruimte tussen de atoomkernen bewegen, niet verstrooid worden. Dit fenomeen werd in het experiment aangetroffen.
Niels Bohr zegt hierover:
Om de resultaten van experimenten betreffende de verstrooiing van alfastraling door materie te verklaren, heeft prof. Rutherford een theorie opgesteld over de structuur van atomen. Volgens deze theorie bestaan atomen uit een positief geladen kern die omringd is door een systeem van elektronen, bijeengehouden door aantrekkingskrachten van de kern; de totale negatieve lading van de elektronen is gelijk aan de positieve lading van de kern. Verder wordt aangenomen dat de kern het leeuwendeel van de massa van het atoom vertegenwoordigt, en dat de afmetingen van de kern buitengewoon klein zijn in vergelijking met die van het hele atoom. Het aantal elektronen in een atoom is bij benadering gelijk aan de helft van de atoommassa. Aan dit atoommodel moet groot belang worden gehecht; want, zoals Rutherford heeft aangetoond, lijkt het bestaan van kernen, zoals die in dit geval, noodzakelijk te zijn om de resultaten te verklaren van de experimenten betreffende de verstrooiing van de alfastraling onder grote hoeken.
Gevolg van het experiment was dat het tot dan toe geaccepteerde atoommodel van Thomson werd verworpen.
Rutherford onderzocht ook de inelastische verstrooiing van elektrisch geladen deeltjes aan lichte atoomkernen, zoals de bestraling van waterstofatoomkernen met alfadeeltjes. Hoewel deze verstrooiingsexperimenten op de elastische verstrooiingsexperimenten lijken worden ze niet met de term "rutherfordverstrooiing" aangeduid.